# Tossal Pelat
El Tossal Pelat és una muntanya de 933 metres que es troba al municipi de l'Espunyola, a la comarca catalana del Berguedà.